# 西岡秀三
西岡 秀三（にしおか しゅうぞう、1939年 - ）は、日本の環境学者。専門は、環境システム学、環境政策学。
学位は、工学博士（東京大学・1967年）。公益財団法人地球環境戦略研究機関参与。

## 来歴
東京大学工学部機械工学科を卒業後、同大学院博士課程を修了。学位論文「不連続な操作を含む連続制御システムの動的解析」を提出し工学博士号を取得。
旭化成工業を経て、1979年国立公害研究所（現在の国立環境研究所）に総合解析部主任研究官として入所。公害研究所時代は環境指標、交通公害、環境政策決定支援システムなどの研究に従事する。
1985年から気候変動研究に従事。気候変動に関する政府間パネル（IPCC）に参加しており、1990年のIPCC第1次評価報告書では第5章共同議長・主執筆者、第6章貢献者、1995年のIPCC第2次評価報告書では第26章の主執筆者を務めた。
その他、マサチューセッツ工科大学客員研究員、東京工業大学教授、慶應義塾大学教授、国立環境研究所理事・参与を歴任。
2008年の洞爺湖サミットでは「クール・アース・アンバサダー」を務めた。
2022年には、ヨハン・ロックストロームらと共に「KYOTO地球環境の殿堂」に選ばれた。

## 著書

### 単著
- 『日本低炭素社会のシナリオ 二酸化炭素70%削減の道筋』2008年、日刊工業新聞社
- 『低炭素社会のデザイン－—ゼロ排出は可能か』2011年、岩波新書

### 共著
- 『地球環境と情報』1992年、岩波ブックレット